# SN 2011ak
SN 2011ak – supernowa typu II-P odkryta 9 lutego 2011 roku w galaktyce UGC 6997. W momencie odkrycia miała maksymalną jasność 17,20m.